# VS 5
VS 5 – eksperymentalny półpodwodny ścigacz torpedowy, mający w zamierzeniach osiągać prędkość około 50 węzłów, wykonany w 1940 r. w stoczni Weser w Bremie. Jego kadłub miał oryginalny kształt przypominający w przekroju zdeformowaną cyfrę "8"; miał długość 40,8 m, wysokość 5,5 m i szerokość zaledwie 2,8 m. W dolnej, podwodnej części mieścił się napęd (cztery jedenastocylindrowe silniki o łącznej mocy 8040 KM) i dwie wyrzutnie torpedowe. W górnej, nieco krótszej nadwodnej części umieszczony był punkt dowodzenia, sterownia, dwa małe działka i wyloty rur wydechowych. Wyporność – 256 Mg. Załoga – 17 osób.
Próbny rejs odbył się na Zatoce Gdańskiej w roku 1941 i zakończył się niepowodzeniem – jednostka wykazywała nadmierne boczne przechyły (przy spokojnym morzu i niewielkiej prędkości nawet do 13°), a co gorsza – podczas takich przechyłów okręt w niekontrolowany sposób skręcał. Nie wszedł do regularnej służby.